# Shannonomyia sopora
Shannonomyia sopora är en tvåvingeart som beskrevs av Alexander 1944. Shannonomyia sopora ingår i släktet Shannonomyia och familjen småharkrankar. Inga underarter finns listade i Catalogue of Life.